# Guillaume II (évêque d'Albi)
Pour les articles homonymes, voir Guillaume II.
Guillaume II (en latin Guilielmus) fut évêque d'Albi de 1040 au 5 août 1054.
Il assista aux conciles de Saint-Gilles et de Narbonne.

## Sources
1. TRESOR DE CHRONOLOGIE, D'HISTOIRE ET DE GEOGRAPHIE pour l'étude et l'emploi des documents du Moyen Âge, par M. le comte de Mas-Latrie; page 1367 - Paris - V. Palmé (1889)